# 田瀬ダム
田瀬ダム（たせダム）は、岩手県花巻市、一級河川・北上川水系猿ヶ石（さるがいし）川に建設されたダムである。
国土交通省東北地方整備局が管理する高さ81.5メートルの重力式コンクリートダム。国土交通省直轄ダムとしては日本で最初に施工が開始されたダムである。北上川水系の治水および灌漑、水力発電を目的に北上川上流改修計画により立案された北上川五大ダム計画の一つとして建設された多目的ダム。ダムによって形成された人造湖・田瀬湖（たせこ）は北上川水系最大規模の人造湖であり、地域のレクリェーションスポットとして活用され財団法人ダム水源地環境整備センターからダム湖百選の一つに選定されている。

## 地理

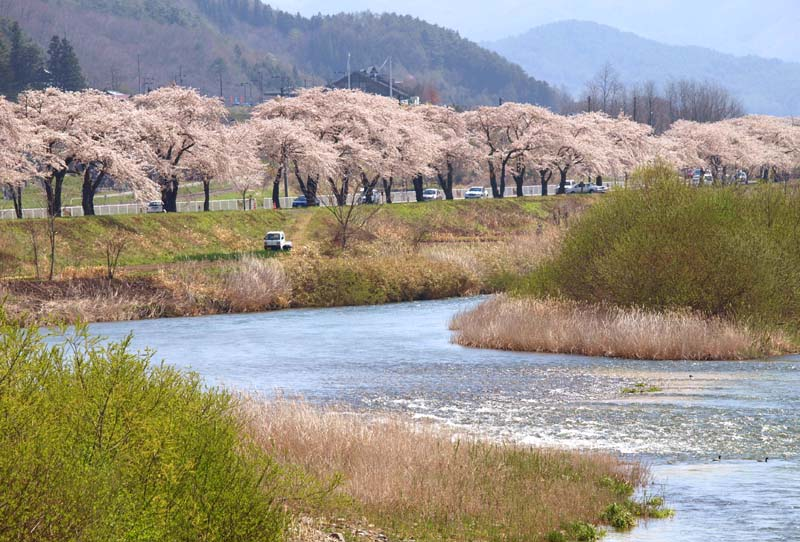
遠野市内を流れる猿ヶ石川。

田瀬ダムが建設された猿ヶ石川は岩手県内における北上川水系の主要な支流である。早池峰山の南方に隣接する薬師岳を源に発し、南へ流路を取り遠野市を流れ来内川を合流させる。その後は概ね西に流路を変え、田瀬ダムを通過した後国道283号（釜石街道）に沿って流れ、花巻市内で北上川に合流する。流路延長88.0キロメートル、流域面積は958.1平方キロメートルである。ダムは猿ヶ石川の中流部、遠野盆地から花巻市内に出る間の狭窄部に建設された。支流の来内川には岩手県最初の治水ダムである遠野ダムがあり、その下流には遠野第二ダムの建設が進められている。
ダムが完成した当時の所在地は和賀郡谷内村であり、昭和の大合併により和賀郡東和町となったが、平成の大合併に伴って現在は花巻市となっている。ダムの名称は大字である「田瀬」から採られたが、1889年（明治22年）の町村制施行で谷内村が成立する以前には田瀬村という名称の村が存在していた。なお田瀬湖の一部は遠野市にも掛かっているが、この地域は平成の大合併で遠野市に合併する前は上閉伊郡宮守村であった。

## 着工までの経緯
田瀬ダムは当初猿ヶ石堰堤（えんてい）という名称で計画され、太平洋戦争による中断を挟んで戦後再開され完成するが、着工・事業再開の間には幾つかの変遷があった。

### 北上川上流改修計画

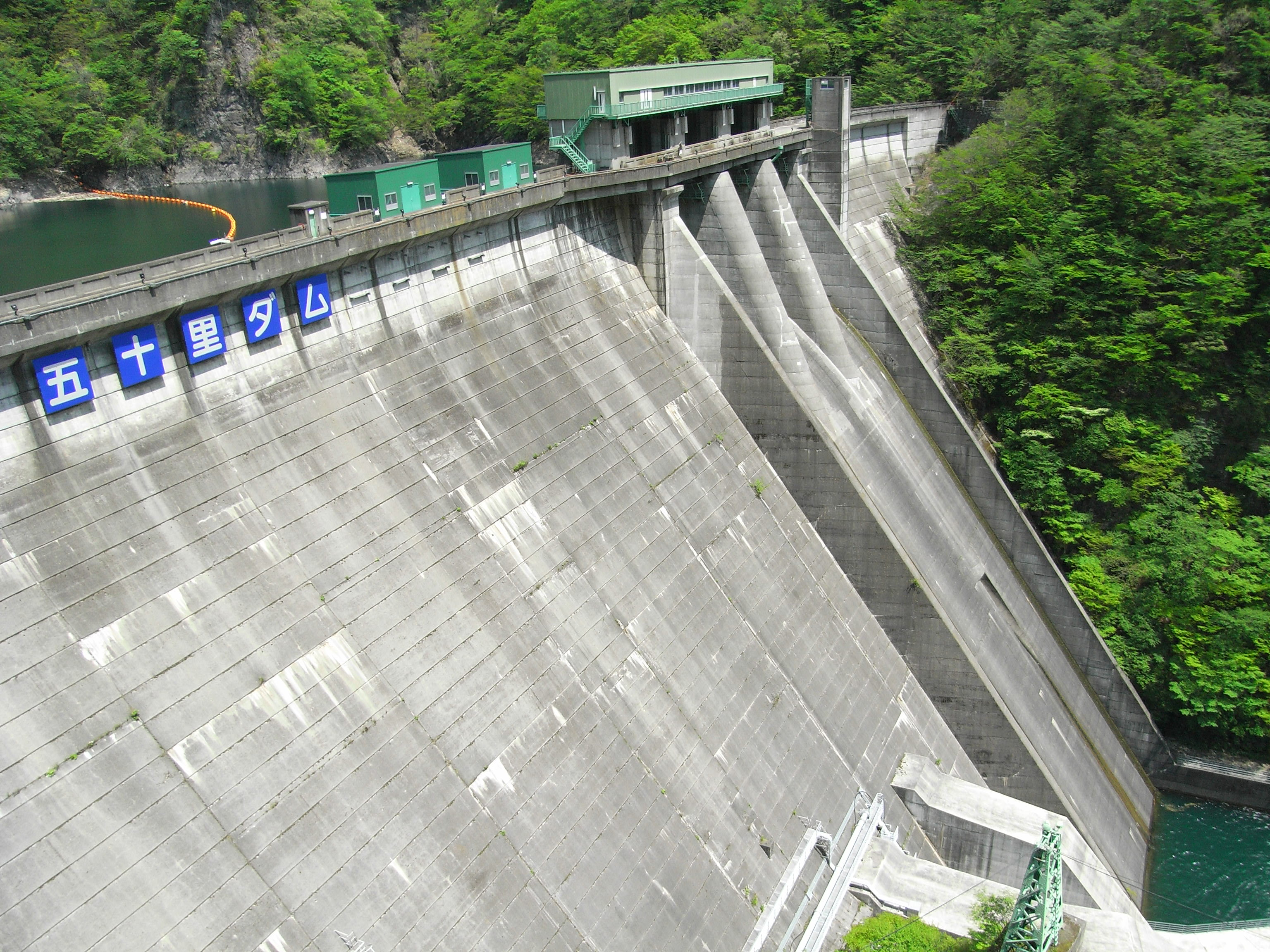
計画構想では日本最初の国直轄ダムだった五十里ダム（男鹿川）。着工は1952年。

日本におけるダム開発は江戸時代までは灌漑主体、明治時代前期は上水道整備に伴い神戸市の布引五本松ダム（生田川）などの水道専用ダム、日清・日露戦争以降は重化学工業発展に伴う電力需要に応えるための水力発電用ダム建設と、単一目的でのダム建設が主体であった。だが1926年（大正15年）、東京帝国大学教授・内務省土木試験所 所長の物部長穂が『わが国に於ける河川水量の調節並びに貯水事業について』という論文を発表し、それまで別個に実施されていた河川開発を総合的に行い国土を発展させるには多目的ダムによる河川開発が重要という見解を示した。この物部論文は荒川放水路建設の総指揮を執った内務省内務技監の青山士（あきら）が議長を務める内務省土木会議において1935年（昭和10年）正式に国策として採用された。
1937年（昭和12年）に予算化されたこの物部構想は河水統制事業と呼ばれ、青森県が岩木川の二次支流である浅瀬石（あせいし）川に1934年（昭和9年）より沖浦ダム が着工されたのを皮切りに各地方自治体によって多目的ダムの建設が開始された。内務省による河水統制事業は1926年、利根川水系鬼怒川の支流である男鹿川において五十里（いかり）ダムの計画構想がなされていたが、地質問題などにより着手には至らなかった。しかし1941年（昭和16年）に北上川を始め名取川、淀川、由良川の各水系において多目的ダムによる河水統制計画が立案され、続いて利根川など64河川が調査対象に挙げられた。
北上川は治水基準点の岩手県一関市狐禅寺（こぜんじ）における基本高水流量が毎秒1万3,600立方メートル となっているが、一関市から宮城県登米市間の約27キロメートル区間は「狐禅寺狭窄部」と呼ばれる狭窄部を形成し、河水流下の阻害要因となっていた。狭窄部の流下能力は毎秒6,300立方メートル に過ぎないことから、大雨が降ると狭窄部で処理し切れない洪水が一関市内にあふれ、古くより洪水常襲地帯として水害の被害を繰り返し受けていた。北上川下流部では北上川を石巻市から追波湾へ付け替える北上川改修事業を1934年に完了していたが、北上川流域面積の70パーセントを占める岩手県内の治水対策が遅れていたことから、ダムと遊水池による洪水調節で治水を図る方針とした。
この目的に沿って計画されたのが北上川上流改修計画であり、北上川本流と岩手県内における主要な支流である猿ヶ石川、和賀川、胆沢（いさわ）川、雫石（しずくいし）川にいわゆる北上川五大ダムを、狭窄部入口にあたる一関市の北上川に遊水池を建設する計画が立案され、その第一弾として猿ヶ石川に猿ヶ石堰堤、すなわち田瀬ダムの建設が1941年6月より着手された。田瀬ダムは内務省が初めて着手したダムであり、現在の国土交通省直轄ダム第一号となった。

### 軍部の介入と事業中断

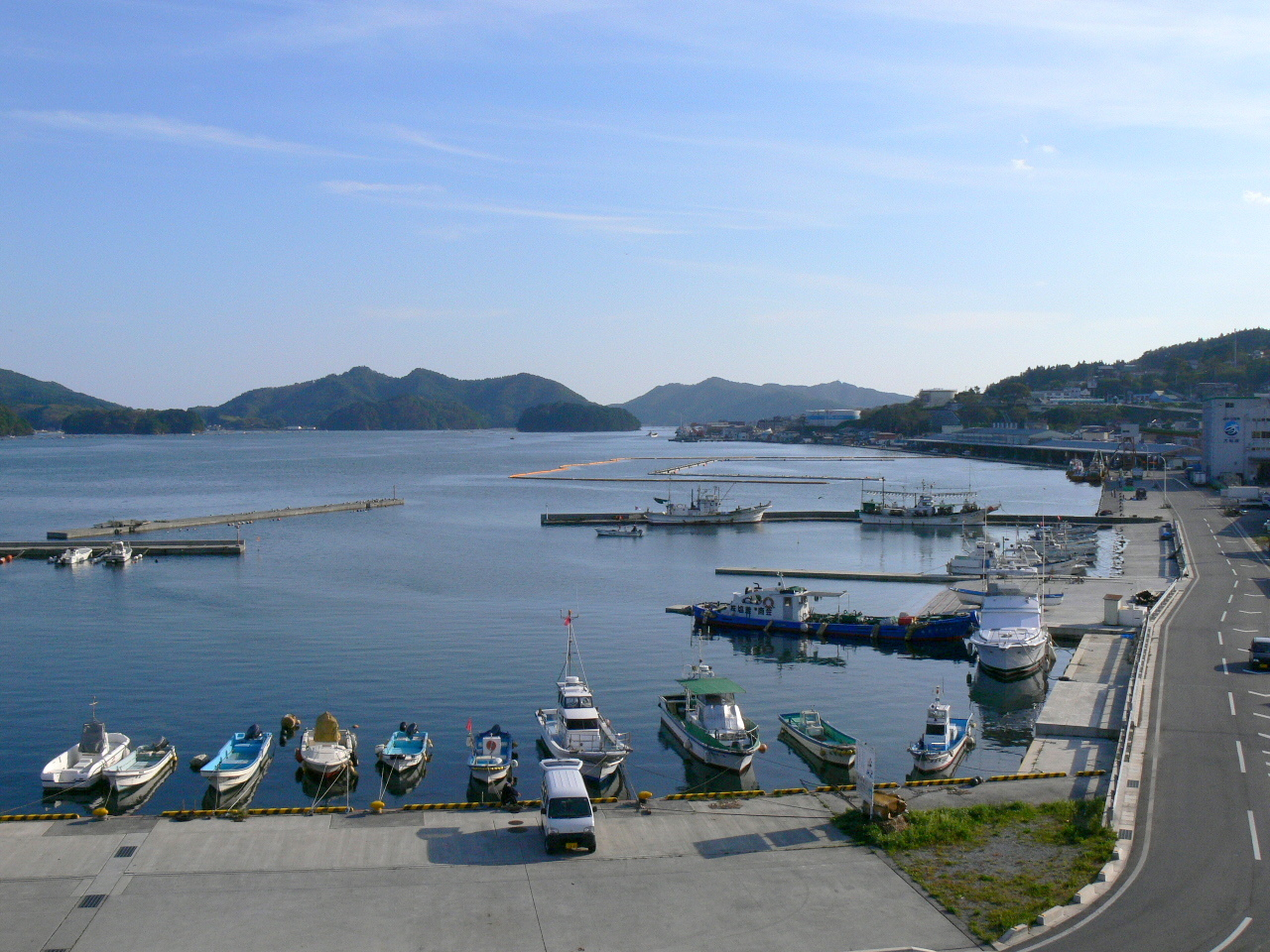
海軍と鐘紡が人工ハイオクガソリン工場建設を計画していた大船渡港（2006年撮影）。田瀬ダムの電力を利用する目論見であった。

田瀬ダムの着工当時は満州事変以降軍部が推し進めていた戦時体制の強化が図られていた時期でもあった。1939年（昭和14年）には電力管理法施行により日本発送電が誕生し水力発電事業は国家統制下に置かれ、河川開発においても軍需産業への貢献が要求された。広島県の二級ダム（黒瀬川）では大日本帝国海軍が共同事業者として参入し呉海軍工廠への水道・電力供給を目的とさせた。また神奈川県の相模ダム（相模川）では横須賀海軍工廠への水道・電力供給を目的とさせたことから反対する移転住民に対して小磯国昭や荒木貞夫、杉山元など大日本帝国陸軍首脳が相模原市に集まり陸海軍合同閲兵式を催し移転住民に圧力を掛ける など、戦時体制遂行という大義をかざして地域開発という本来の河川開発目的を逸脱させていた。
田瀬ダムにおいても、海軍による軍需産業への貢献という意向が建設に際して反映されていた。真珠湾攻撃以降航空機による制空権の確保は海軍にとって最も重視された命題であり、制空権確保を貫徹する上で航空機の増産と燃料の確保は急務であった。当時の日本はABCD包囲網により東南アジアなどからの原油供給が困難だったことから南方への進攻を図ると同時に、人工燃料の製造という自給自足での燃料確保も検討されていた。1940年（昭和15年）、当時人工ハイオクガソリンの製造研究に当たっていた鐘淵紡績 の技術者が海軍の意向により内務省仙台土木出張所 を訪問し、大船渡市に燃料工場を建設するため北上川上流改修計画のダム事業に水力発電を目的追加し、工場への電力供給を行うよう求めた。
海軍は人工ハイオクガソリンの原料となる石灰石の埋蔵量が豊富であること、北海道からの石炭運搬に便利であること、リアス式海岸である大船渡港は敵の攻撃から守備し易いことを理由に大船渡の燃料工場建設を計画していたが、唯一の問題点が電力の安定供給であった。海軍と鐘淵紡績は内務省が北上川上流改修計画を立案しダムによる河川開発を計画していたことを察知、計画されていたダム事業全てに発電目的を付与させて大船渡への電力供給を行うよう強く要望した。当時内務省は東北振興計画の一環として上流改修計画に発電目的を追加するかどうかの検討を行っていたが、海軍や県内産業発展を望む岩手県の強い要望を受けてダム事業全てに水力発電目的を追加した。
こうして田瀬ダムは洪水調節と水力発電という二つの目的を以って施工が開始された。しかし太平洋戦争の戦局は次第に日本不利の状況となり、建設を遂行するための土木資材や建設機械、さらには人的資源の極度な不足に悩まされるようになった。そして日本の敗色が濃厚になりつつあった1944年（昭和19年）8月、当時の小磯内閣は資源の全てを戦争に投入するため「決戦非常措置要領」を発令 したことでダム建設の続行は不可能になり、事業は中断した。本体コンクリート打設が始まっていたダムはそのまま放置され、終戦を迎える。

### 台風と事業再開

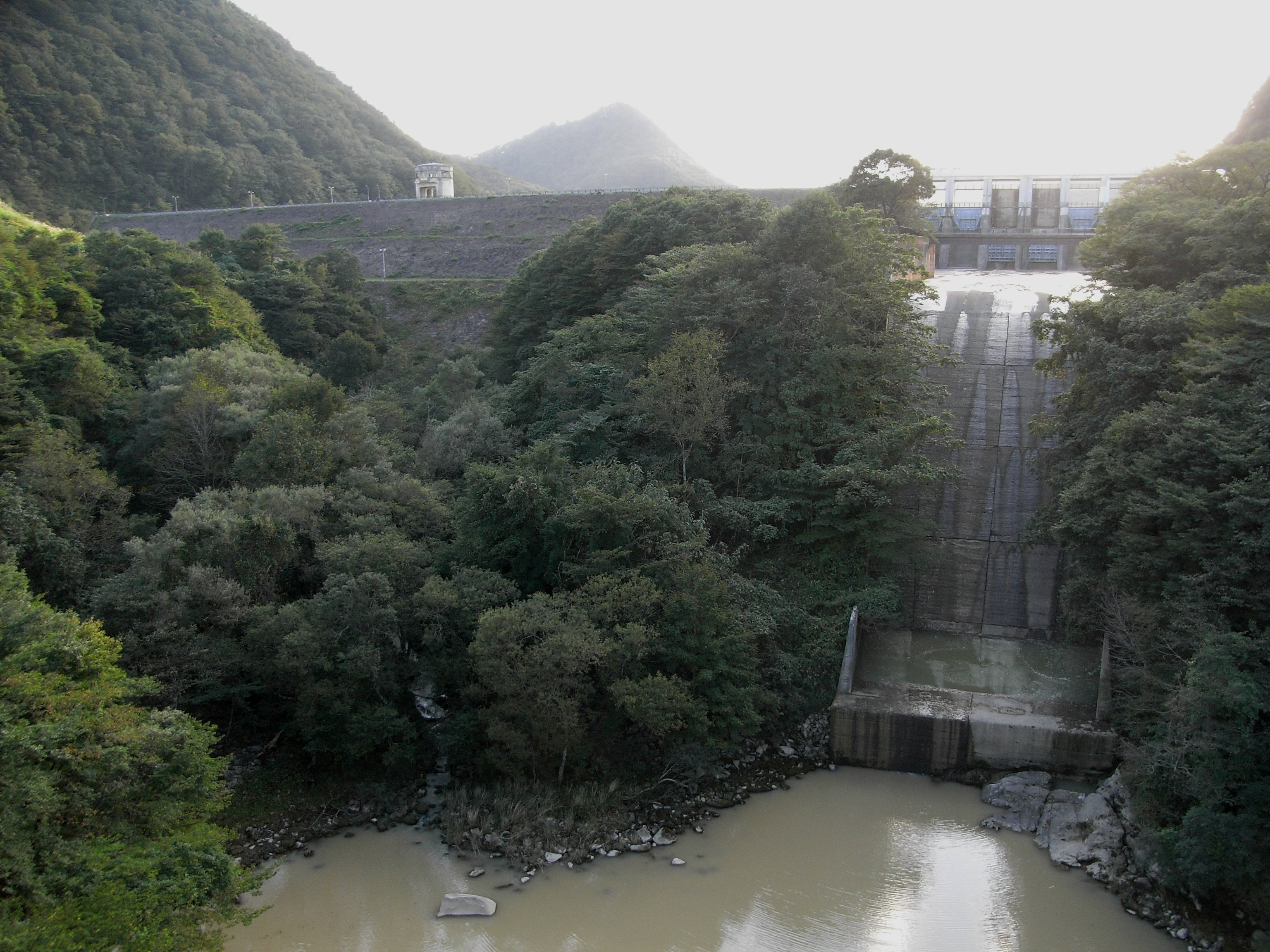
田瀬ダムより先に完成した石淵ダム（胆沢川）

太平洋戦争の敗戦後、日本はあらゆる面において窮迫した状況であったが、特に緊急の課題となったのは食糧不足であった。配給もままならぬ状態で国民の怒りは1946年（昭和21年）5月19日の食糧メーデーにおいて25万人が皇居に集まる事態に発展した。連合国軍最高司令官総司令部 (GHQ) は治安維持の観点から備蓄食糧を放出すると同時に河川開発による灌漑整備によって食糧増産を図る方策を採った。北上川上流改修計画もこの観点に沿った計画変更がなされ、日本最大級の面積を有する胆沢扇状地を流域に抱える胆沢川の石淵ダム建設を先に行うこととなり、田瀬ダムは施設維持を行うだけで建設再開はされなかった。同時に、食糧増産を行うため一旦離村した水没住民に対し帰村を許可し耕作を行わせた。
ところが北上川流域では1947年（昭和22年）9月のカスリーン台風、翌1948年（昭和23年）9月のアイオン台風と二年連続で大型台風が上陸、北上川水系に致命的な被害を与えた。カスリーン台風は推定で毎秒9,000立方メートルという北上川過去最悪の洪水量を記録し、アイオン台風では一関市を中心に死者・行方不明者709人、被害額約127億5,000万円（当時）という壊滅的な被害をもたらした。当時の日本は戦中の森林乱伐による保水力の低下、河川改修中断による治水の停滞に起因する水害が頻発。昭和28年西日本水害や紀州大水害など死者・行方不明者が1,000人を超える災害も発生していた。こうした水害の続発が戦災からの経済復興に対して大きな阻害要因となることを懸念した内閣経済安定本部は、内務省より河川行政を継承した建設省 に対して新たな治水計画の策定を命じ、建設省は治水調査会を設置して計画の検討を開始した。
治水調査会は1949年（昭和24年）日本の主要10水系において河川改訂改修計画をまとめ、その中で北上川を始め鳴瀬川・江合川、利根川、木曽川、淀川、吉野川、筑後川の各水系については多目的ダムを建設し、治水に重点を置いた河川改修を打ち出した。こうした経緯があり従来実施されていた北上川上流改修計画は北上川上流改訂改修計画として変更され、北上川五大ダム計画はより強力に推進された。さらに1950年（昭和25年）には国土総合開発法が施行され、本格的な経済発展を目指すためには食糧不足に対応するための灌漑整備、および深刻な電力不足を解消するための水力発電といった利水を河川開発によって総合的に実施するという方策が採られ、日本の22地域が特定地域総合開発計画の対象地域に指定された。背景にはアメリカ合衆国大統領・フランクリン・ルーズベルトによるニューディール政策の一環として実施されたテネシー川流域開発公社、いわゆるTVAの成功がある。世界恐慌以降の財政建て直しに成功し、太平洋戦争勝利の原動力となったTVAは敗戦による国力の疲弊から抜け出せなかった日本においていわば成功例の見本であった。
北上川水系では岩手県と宮城県でそれぞれ別個に河川総合開発事業が実施されていたが、これを統合する形で北上特定地域総合開発計画 (KVA) が策定された。これにより北上川五大ダムに加え迫川の花山ダム・江合川の鳴子ダムなどといった多目的ダムが計画されたが、田瀬ダムは洪水調節・水力発電に加え稗貫郡・和賀郡の農地灌漑が新たな目的として付加され、1950年10月に建設が6年ぶりに再開された。

## 補償
ダムは1941年より建設が始まり、これに伴い水没住民への用地買収が行われた。1942年（昭和17年）3月29日と6月18日に補償金額が提示され、『北上川百十年史』では全員が補償基準調印を済ませたとある。しかしこの間の補償交渉の内容についての詳細は不明である。調印後順次移転を開始したが太平洋戦争の激化と共に建設を一時中断したため移転や補償金支払いが中断、戦前の段階で移転が完了したのは50戸程度に留まった。この50戸の建物は完全に解体されたものが少なく、屋根が剥がされただけのものや半分壊されたものなど見るも無残なたたずまいであり、移転者は涙無くして見ることが出来なかった。
終戦後極端な食糧不足の改善のため、既に移転していた住民に対し耕作のための帰村を許可したことから、建設再開時に再度移転の必要性が生じた。一度は移転を認め集落を離れた住民であったが、「政府が帰ることを認めたのだから再度離れるいわれは無い」という主張で移転に難色を示した。これを解決するため、一度補償を行った住民に対して、離村・離農に係る生活保護を名目に再度水没補償を行うという異例の再補償を行った。再補償事例は数あるダム補償交渉の中では田瀬ダムのみの事例であり特筆に値する。このほか北上特定地域総合開発計画によってダムの目的が追加されたことにより、従来の計画から約5メートルのかさ上げを行うことになったため、新規の水没世帯が生じた。こうしたかさ上げによって移転を余儀無くされる住民に対しての補償も同時に実施された。だが交渉は難航し7名の住民が用地買収に応じなかった。建設中も7名に対する補償交渉が行われ、ダム本体の完成までには6名が補償基準に調印して妥結したものの1名だけが頑なに拒絶した。ダム湖に試験的に貯水を行う試験湛水（しけんたんすい）直前になっても交渉には応じなかったことから土地収用法による強制収用を行った所、住民は「土地強制収用は不当」として行政訴訟を起こした。この訴訟は1961年（昭和36年）2月まで続いたが住民敗訴という結果に終わった。
漁業補償ではダム建設による漁場の分断と回遊魚遡上の断絶、新設する発電所の取水による水量減少、およびダム工事中の水質汚濁による河川生態系の影響に対する補償が問題となった。猿ヶ石川漁業協同組合と上猿ヶ石川漁業協同組合に対する補償交渉は最終的に両組合に対して合計で762万3,050円（当時の額）を支払うことで妥結した。一方ダム建設に伴い東北電力岩根橋発電所（出力1,760キロワット）と黄金山発電所（出力3,100キロワット）の二つの発電所が水没することから、東北電力との間で発電所水没に対する補償交渉が実施された。田瀬ダムの電気事業者は電源開発 (J-POWER) で決定しており（後述）東北電力は猿ヶ石川における発電用水利権を喪失することから補償額9億6,375万4,000円を要求し交渉は難航したが、最終的に建設省東北地方建設局・電源開発・東北電力との三者協議により1954年（昭和29年）5月22日、補償額2億4,500万円で妥結成立した。鉱業権補償では黄金山金山や砂金鉱区など8件が完全に水没するために補償交渉が行われたが、日本硫黄と和光産業の二社は高額の補償金を要求して紛糾。日本硫黄との補償交渉はその後成立したが和光産業については交渉が決裂し、土地収用法が用いられる結果となった。
結局、ダム建設に伴い181世帯もの住民が二度の移転を行うという尊い犠牲を払い、民家延べ547戸（戦後の再建住居も含む）と公共施設17棟が水没した。現在であれば水源地域対策特別措置法が間違いなく適用される規模である。水没地域に暮らしていた住民は1,827名を数えるが、45戸280名が住み慣れた故郷を離れて行った。なお、田瀬ダム建設中に工事現場は映画のロケ地となっている。1952年（昭和27年）公開の東宝映画、『激流』がそれであり三船敏郎主演で撮影が行われた。ダム技師である三船と、水没住民や周囲の人間模様を描いた映画であるが社会問題を問うような映画ではなく、あくまで主人公の活躍を描いたエンターテインメントが柱であった。

## 施工

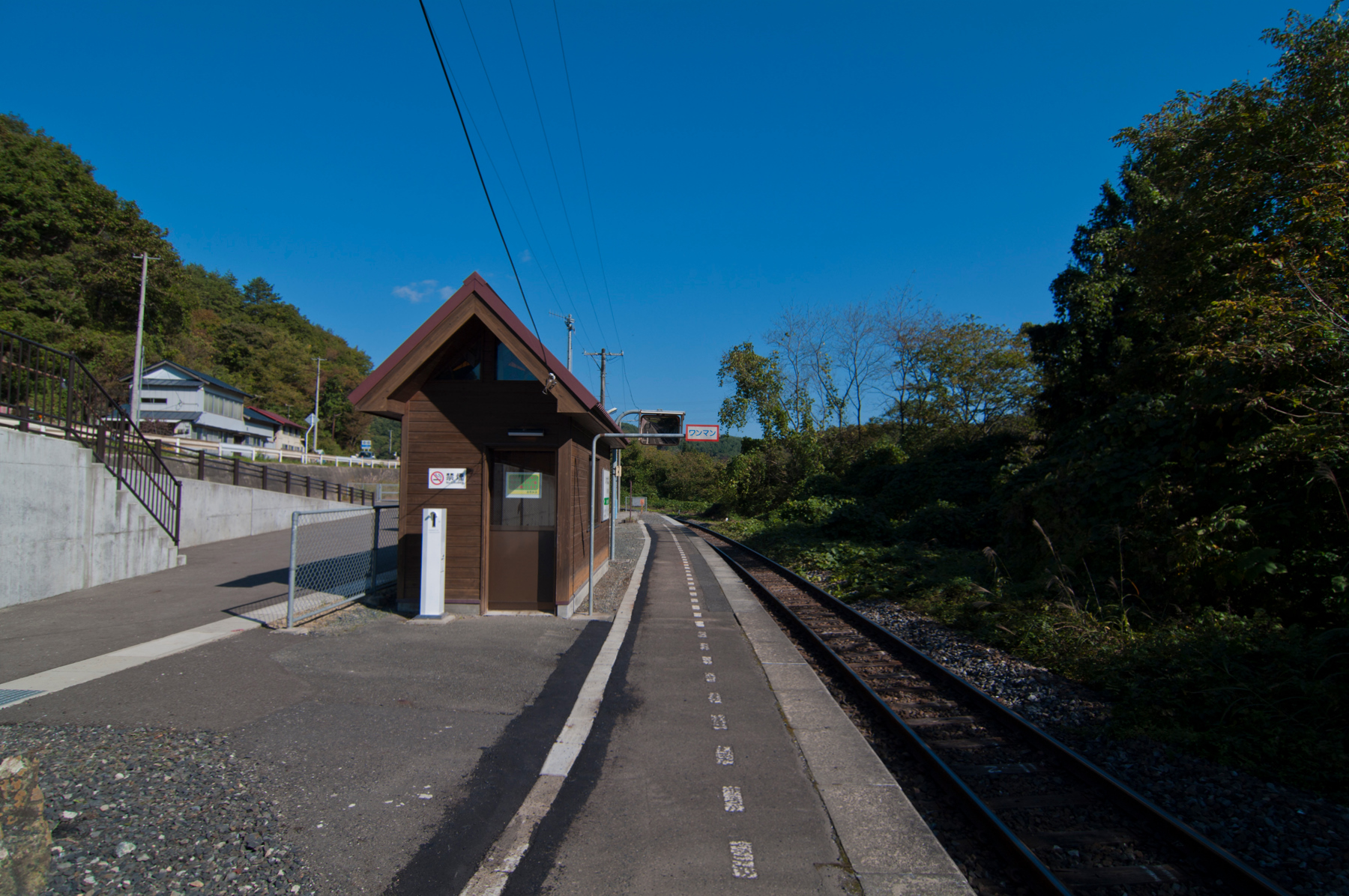
田瀬ダム建設資材輸送の拠点となった釜石線岩根橋駅。

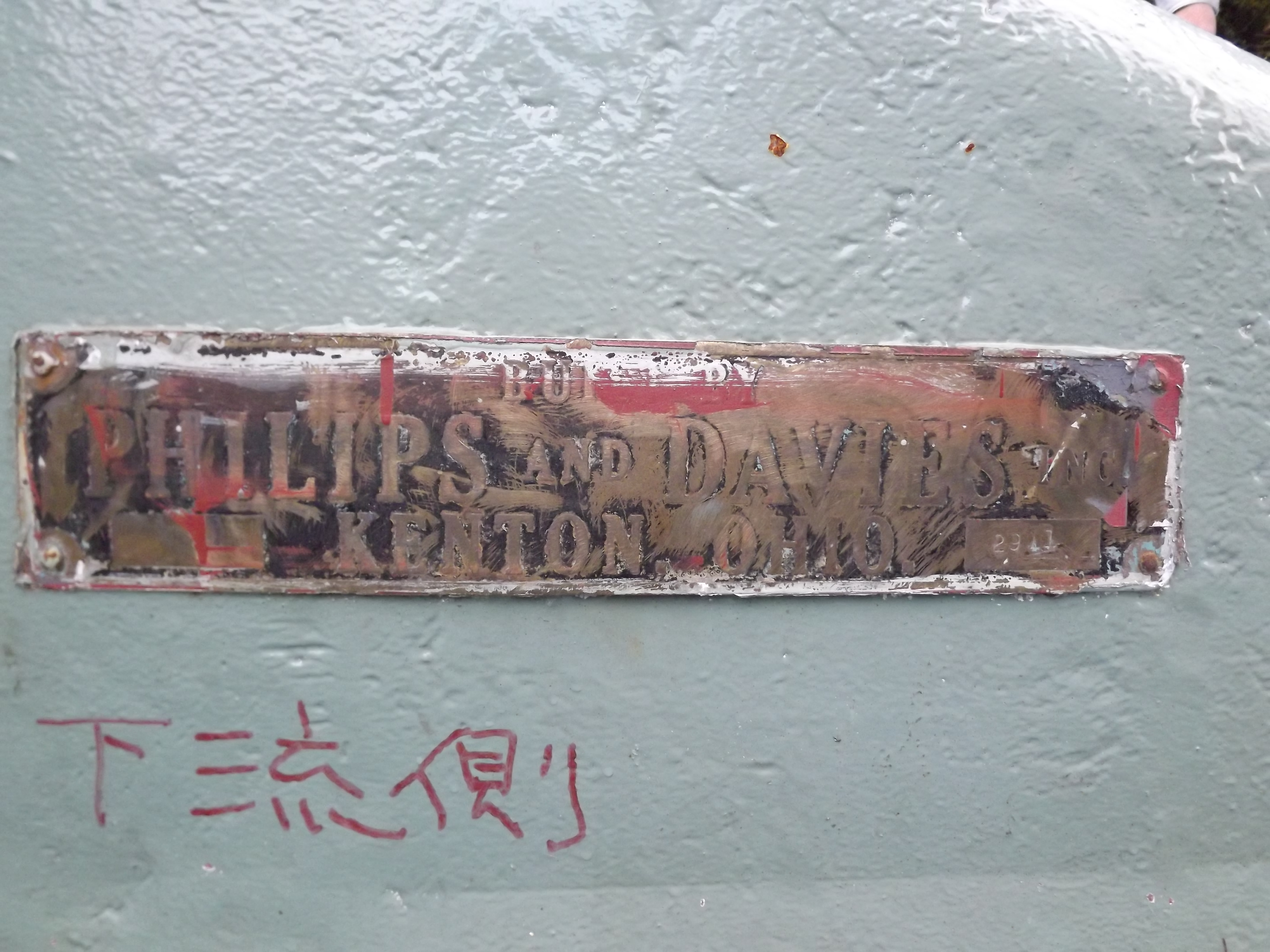
田瀬ダムコンジットゲートの油圧シリンダに貼付されたフィリップス・アンド・デービス社の銘板。

田瀬ダムの工事は1944年より1950年までの6年間、戦争による資材不足で中断を余儀なくされたことから工事設備やダム本体コンクリートの劣化が進み、対策に苦慮した。
コンクリートの原材料となる骨材採取については当初猿ヶ石川の川底に堆積した砂利を原材料として、二箇所で採取したあとダム本体工事現場まで索道で輸送。骨材に混合するセメントについては国鉄釜石線岩根橋駅までセメント袋で貨物列車にて輸送し、ここでセメント袋から取り出して索道でダム本体まで輸送し現地で混合する手順となっていた。1944年8月までにダム堤体積の10分の1弱に当たる約3万7,000立方メートルが打ち込まれたが、決戦非常措置要領の発令でダム事業が中断するにおよび本体工事も途絶。終戦後も石淵ダムの建設を優先する方針に切り替えられたことで維持作業を行うに留まり事実上放置された。このためダム本体のコンクリートは降雪や洪水時に本体から河水が越流するなどしたことで風化が進行し品質は劣化していた。またダム建設に使用する索道などの設備も老朽化し、そのままでの使用は困難だった。
1950年に工事を再開するに当たり、北上川上流改訂改修計画により田瀬ダムの高さを5メートル嵩（かさ）上げする方針になったことから、戦前打設していたコンクリートをどのようにするか対策が検討され、その結果旧堤体を包み込む形で新しくコンクリートを打設する工法に切り替えた。まず風化が進行し劣化した表面部のコンクリートを剥がし取ってその上から新しくコンクリートを打ち増した。この剥がし取ったコンクリートの量は5,829立方メートルにおよんだ。また建設用各種設備の再建も行われたが、コンクリート骨材の採取は猿ヶ石川で二箇所実施していたうちの一箇所を廃止し、代わりに北上市内の北上川と和賀川合流点において新たに主力骨材採取場を設置。ここで採取した骨材を東北本線黒沢尻駅 から岩根橋駅まで貨物列車で輸送した。またセメントについても岩根橋駅で従来実施した袋から出す作業を廃止。セメントコンテナを新造して無蓋貨車に積載して貨物列車で岩根橋まで輸送、索道にて骨材選別工場に輸送したあと混成してコンクリートを製造した。製造したコンクリートは台車に乗せて第3軌条式電気機関車でダム本体まで運搬し、打設する流れとした。コンクリートの打設は冬季を除いて実施されたが、戦後の電力不足に加えて渇水による水力発電稼働率の低下で電力の使用が制限されたため、大量の電力を消費するこれら一連の作業工程は難航した。
コンクリート打設が佳境を迎える頃、ダムに据え付けるゲートの選定が検討された。従来のダムはダム天端（てんば）より放流するのが一般的であったが、田瀬ダムについては日本で初めて本格的な洪水調節を実施するダムとして計画され、改訂改修計画で定めた洪水調節計画を確実に行わなければならないことから、通常の洪水時に使用するダム本体中腹の常用洪水吐き（コンジットゲート）には水圧に耐え自在に制御できる高圧ゲートを用いる必要があった。工事事務所は建設省本省や土木研究所と協議し、直径124インチという当時としては大口径のゲートを採用する方針とした。しかしこうした大口径の高圧ゲートは当時の日本では技術的に作ることができず、日本国外へ発注するしかなかった。敗戦国であった日本は当時国外の技術関連物品について厳しい輸入制限が課されていたが、特例措置としてアメリカのフィリップス・アンド・デービスよりゲートを4門輸入し、据え付けた。この油圧式高圧スライドゲートの採用が、日本のダム技術発展に大きく寄与し以後日本各地のダムにおいて採用されてゆく。
田瀬ダムは戦争による中断を挟み、1941年の着工から13年の歳月を掛けて1954年10月に完成した。総事業費は31億5,000万円、現在の貨幣価値に換算すると約229億円の巨費を投じている。高圧スライドゲート発注で事業費が増大したが、アメリカ合衆国対日援助見返資金による資金援助もあり最終的には2万3,673円の黒字で終わった。

## 目的
ダムの目的は洪水調節、灌漑、水力発電の三つである。田瀬ダム完成の前年に石淵ダムが完成。田瀬ダム以後は1964年（昭和39年）に湯田ダム（和賀川）、1968年（昭和43年）に四十四田ダム（北上川）、1981年（昭和56年）に御所ダム（雫石川）がそれぞれ完成して北上川五大ダム計画は完了する。田瀬ダムは五大ダムの一角として北上川流域の治水と利水に貢献しているが、ダムの管理は1975年（昭和50年）四十四田ダム傍に北上川ダム統合管理事務所が設置され、五大ダムの操作を円滑に連携することで北上川の治水や利水を合理的に行っており、田瀬ダムには管理支所が設置され実際の管理業務を担当している。この「五大ダム」は2021年に「北上川上流総合開発ダム群」として、土木学会選奨土木遺産に選ばれる。
なお、田瀬ダムは国土交通省が管理する多目的ダムであるが、国土交通大臣がダム使用権所有者として施工から管理まで一貫して事業を行う特定多目的ダムではない。特定多目的ダム事業の根拠法である特定多目的ダム法の施行は1957年（昭和32年）であるが、田瀬ダムはその3年前に完成しているためである。1953年完成の石淵ダムも同様であり、特定多目的ダムに該当するのは同法施行後に完成した湯田・四十四田・御所の三ダムおよび石淵ダム再開発事業として現在建設が進められている胆沢ダム（胆沢川）である。田瀬・石淵の両ダムについては民法第244条 - 第262条に基づく費用負担者による共有持分関係 の規定は維持しつつも、ダムを河川法に基づく河川付属物に認定することで管理を河川管理者である建設大臣（国土交通大臣）または都道府県知事に一任すると規定した昭和29年建設省令第11号 により、河川管理者が国土交通大臣である田瀬・石淵の両ダムは国土交通省直轄ダムと定められている。

### 洪水調節

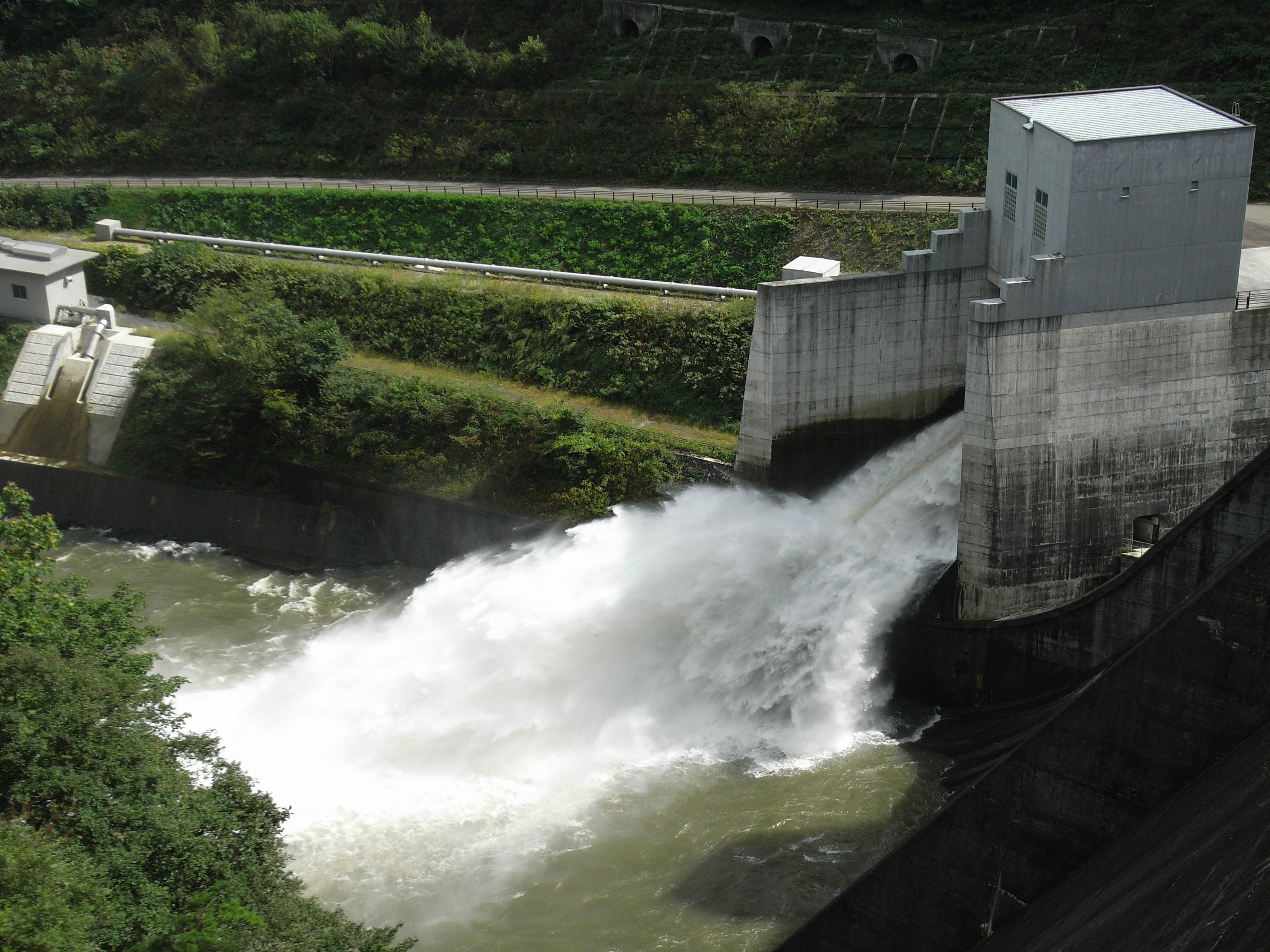
放流を行う田瀬ダムの新しい常用洪水吐き。

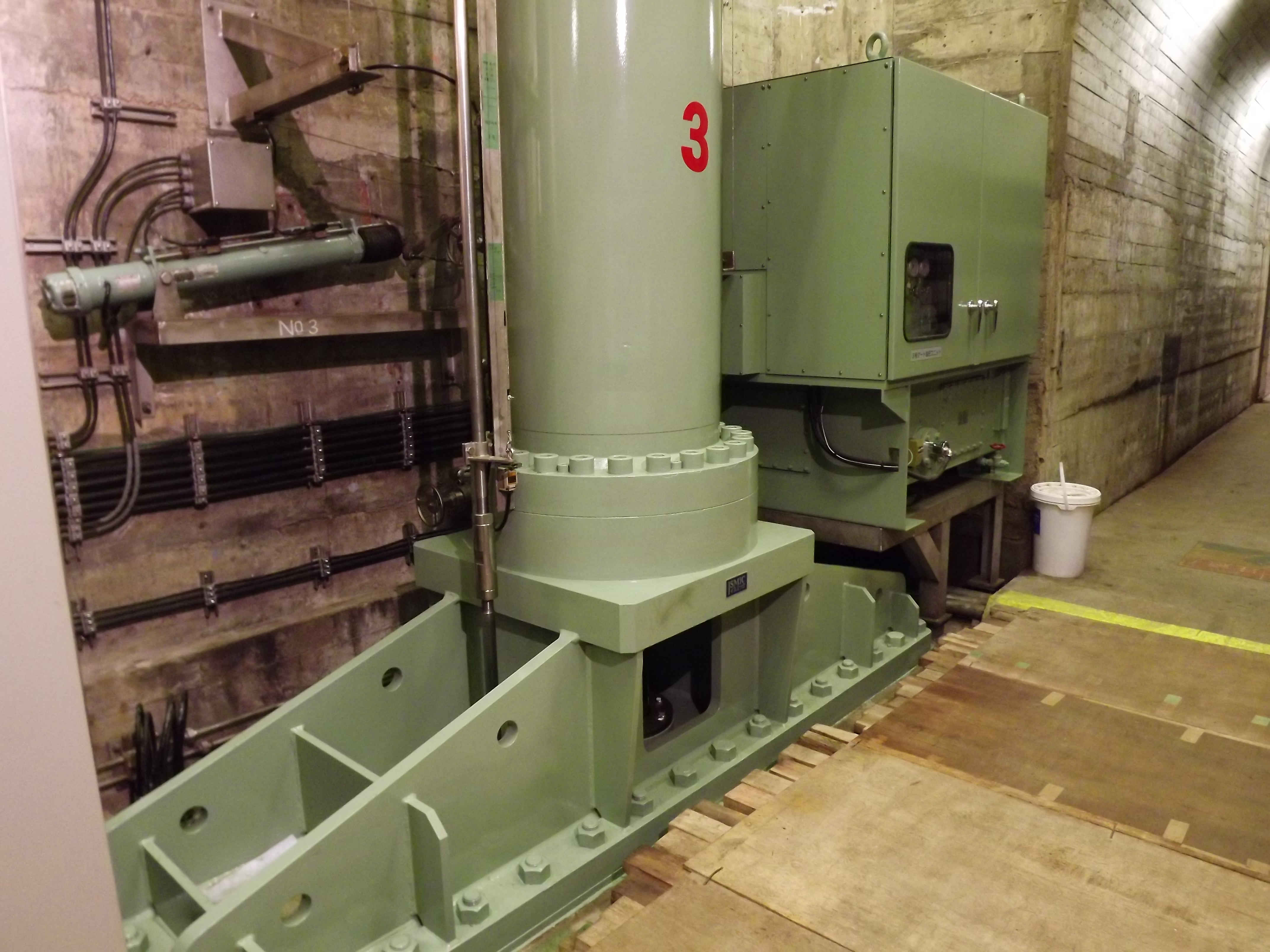
田瀬ダムコンジットゲートの油圧シリンダ。シリンダの下にゲートがある。

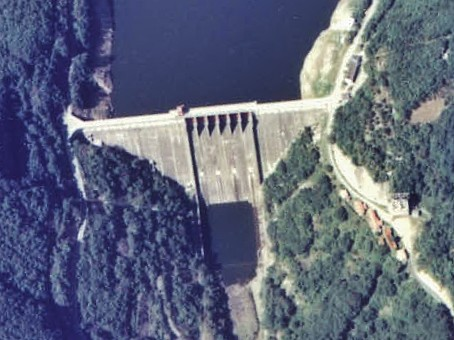
田瀬ダム施設改良事業実施前の田瀬ダム。

洪水調節については北上川上流改訂改修計画でカスリーン台風における洪水流量、毎秒9,000立方メートルが基本高水流量として定められ、狐禅寺狭窄部の洪水処理能力でもある毎秒6,300立方メートルに抑制させる方針とした。このうち毎秒2,000立方メートルを北上川五大ダムで、残り毎秒700立方メートルを一関市に建設する舞川洪水調節池、現在の一関遊水地で処理することになった。このうち田瀬ダムについては猿ヶ石川の計画高水流量を毎秒2,700立方メートルとして、ダムにおいて毎秒2,200立方メートルを計画調節量として貯水池に貯留し、下流には毎秒500立方メートルの流量に調節する。計画高水流量と計画調節量については五大ダムの中で最大規模であり、田瀬ダムは北上川の治水において重要な位置を占めている。2006年（平成18年）に北上川水系河川整備基本方針が策定され、北上川本流の基本高水流量は治水基準点である一関市狐禅寺において毎秒1万3,600立方メートルに定められ、調節量は五大ダムなどの整備や一関遊水地拡張などにより毎秒8,500立方メートルに高直しされたが、田瀬ダムについては変更されていない。
田瀬ダムには計画高水流量に匹敵する洪水時に使用する非常用洪水吐き（クレストゲート）が6門、常用洪水吐きが4門備えられている。この常用洪水吐きは先述の通りアメリカ製の最新型高圧スライドゲートであったが、洪水を放流する際には全開・全閉操作しかできない。このため細かな放流操作が行えず放流を開始すると1時間程度で猿ヶ石川の水位が1メートル以上も急上昇し、貯水位の維持やダム下流の水量調整が不均衡となり流域や河川生態系に対して悪影響をおよぼす可能性があった。また洪水調節計画で定めた毎秒500立方メートルの放流能力に、スライドゲートでは対応できないという欠点も生じていた。
このため1994年（平成6年）から放流能力を向上させるため田瀬ダム施設改良事業が行われた。具体的には田瀬ダム右岸に新しい常用洪水吐きを備えるものである。建設に当たってはダムの機能を維持しながら工事を行うことになったため、貯水池の水位を低くせずにダム本体に孔を開けて放流管を通し、ゲートを設置する工法を採用した。まず水深35メートルの深さまで潜水しながらダム本体と湖を締め切る水中締め切り設備を設置、締め切り設備の最上部には可動式の蓋を設けて水位上昇時には水が侵入できないように閉鎖する対策を採った。締め切り完了後は自由断面掘削機（ロードヘッダ）によりダム本体に直径5メートル、延長41メートルの孔を掘りトラクタショベルで地ならしした後放流管を据え付け、最後にコンクリートで隙間を埋め立てた。一連の作業は1998年（平成10年）に完了し、試験的に放流を行い異常がないことを確認したあと運用を開始した。新しい常用洪水吐きの設置により木目細やかな放流操作が可能となり、下流の急激な水位上昇を防ぎ定められた洪水調節能力が発揮できるようになった。また小容量放流バルブを併設したことで従来の設備では不可能だった河川維持放流操作が可能となり、猿ヶ石川の河川生態系維持にも貢献する。
また完成当時から常備された高圧スライドゲートは使用開始から50年以上経過し、重さ9トンのゲートを開閉するのに重要な油圧シリンダが錆や傷により劣化したことで油圧に使用する油が漏れ、放置するとゲート開閉操作が不能になる恐れがあることから2011年（平成23年）より油圧シリンダの交換作業を実施中である。このように北上川五大ダムで最大の洪水調節機能を発揮する田瀬ダムは、放流機能を維持するため度重なる改良が行われている。

### 灌漑
灌漑については1953年5月新規目的として追加された。北上川流域は江戸時代以降仙台藩や盛岡藩を支える一大穀倉地帯として発展したが、北上川本流は松尾鉱山から流出する強酸性の坑内水が原因で酸性度が高く、本流を利用した灌漑は不可能であった。流域住民はやむを得ず支流を利用した灌漑を行っていたが需要と供給のバランスは渇水時には容易に崩壊、紫波郡などで凄惨な水争いを繰り広げた ほか千貫石ダム（宿内川）のように人身御供の悲劇も起こった。安定した灌漑用水の供給は北上川流域住民の悲願でもあった。
戦後の食糧不足はこうした灌漑整備の重要性を再認識させ、北上特定地域総合開発計画においても重要な目的になった。石淵ダムが田瀬ダムより先に着手されたのもこうした背景があり、総合開発計画では北上川五大ダムに加え農林省 が事業者として参加し国営農業水利事業を展開、山王海ダム（滝名川）や岩洞ダム（丹藤川）、豊沢ダム（豊沢川）といった農林省直轄ダム事業を手がけて行った。北上川五大ダムでも総合開発計画策定により酸性水の影響がある四十四田ダムを除き灌漑目的が設定され、田瀬ダムも目的が追加された。
田瀬ダムでは当時の稗貫郡と和賀郡、いわゆる稗和地区および江刺地区の北上川・猿ヶ石川流域に対して、最大で毎秒9トン、平均で毎秒5トンの農業用水を農繁期に供給。新規開墾分を含めて9,440.96ヘクタールに対して灌漑を行う。用水はダム本体傍の猿ヶ石北部取水施設と貯水池上流部の猿ヶ石南部取水施設より各地域へと送水される。現在は減反政策などによる農地面積縮小などにより5,950ヘクタールの農地に用水を供給しているが、石淵ダムに次いで灌漑補給面積が広く現在においても花巻市、北上市および奥州市江刺区に広がる農地の重要な水がめとなっている。

### 水力発電

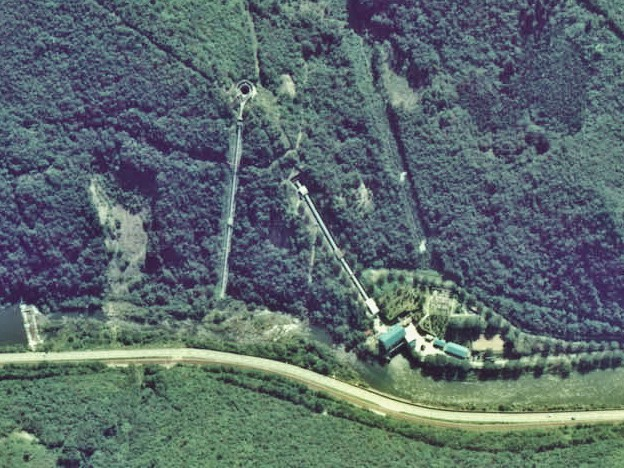
東和発電所。

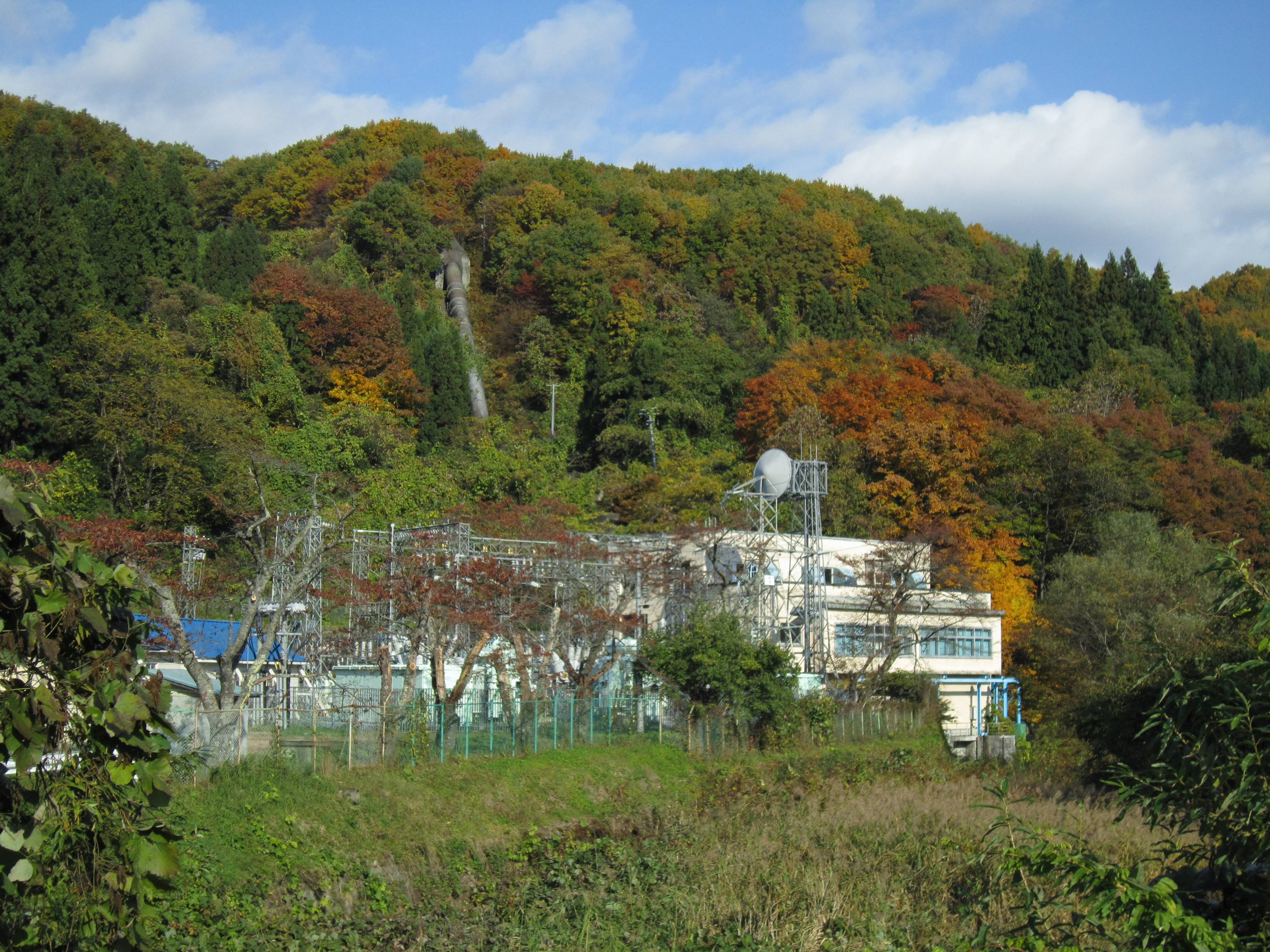
東和発電所より遠隔操作が行われる胆沢第一発電所。

水力発電については電源開発によって東和発電所が建設された。田瀬ダムの水力発電事業は先述の通り海軍と鐘淵紡績による大船渡市の人工ハイオクガソリン工場への電力供給を主眼として計画されたが、日本の敗戦により工場計画は消滅した。だが空襲による発電施設の破壊、既設発電所の酷使による設備老朽化や故障、火力発電に使用する原油の不足など様々な要因が重なり戦後混乱期の日本は深刻な電力不足に陥り、停電が頻発した。治安上、さらに経済復興の観点から安定した電力供給が求められ1947年には経済安定本部内に河川総合開発調査協議会が設置され、只見川などの水力発電計画が実施に移された。以降河川総合開発事業の一環として水力発電目的を有する多目的ダム事業が日本各地で進められたが、国土総合開発法施行に伴う特定地域総合開発計画の実施により広域的な河川開発に水力発電事業が組み込まれた。
また戦時体制下で発足した日本発送電が1951年に電気事業再編成令で分割・民営化され9電力会社が誕生、翌1952年には電源開発促進法が施行され電源開発が発足するなど電気事業もこの時期は激しい再編の渦中にあった。発足間もない9電力会社は経営基盤が弱く、大規模広域河川開発に新規で参加するだけの資本力がなかったため、天竜奥三河特定地域総合開発計画や吉野熊野特定地域総合開発計画などと同様に北上特定地域総合開発計画の水力発電事業についても電源開発が岩手県企業局と共に電気事業者として参加することになった。
電源開発は発足後直ちに石淵ダムの水力発電事業（胆沢第一発電所）に着手したが、田瀬ダムにも電気事業者として参加。電源開発が手がけた第2号の水力発電所として1953年5月より東和発電所の工事を開始した。地質が軟弱なためトンネル工事が難航したがダム完成に遅れること2ヶ月、1954年12月に運転を開始する。認可（最大）出力2万7,000キロワット、常時出力1万キロワットの発電を行うが発電所の規模としては岩洞第一発電所（4万1,000キロワット）、仙人発電所（3万7,600キロワット）に次ぎ北上川水系第三位の規模を有する。発電所はダム地点には無く、猿ヶ石北部取水施設の隣に取水口を設け送水管を通じ落差92メートルを以って下流数キロメートルの地点にある発電所に水を供給して発電を行うダム水路式発電所である。水車は堅軸フランシス水車を二台有している。完成当時は猿ヶ石発電所という名称であったが、1955年（昭和30年）4月1日昭和の大合併で東和町が誕生したのを機に、現在の名称に変更されている。なお胆沢第一発電所の運転は東和発電所で一括操作されている。
東和発電所完成以降は岩手県企業局による水力発電事業が主に実施され、電源開発の新規事業はしばらくなかったが、胆沢ダムの建設により現在の胆沢第一発電所が使用不能となるため、胆沢ダムを取水元とする新しい胆沢第一発電所（1万4,200キロワット）の建設を現在進めている

## 田瀬湖

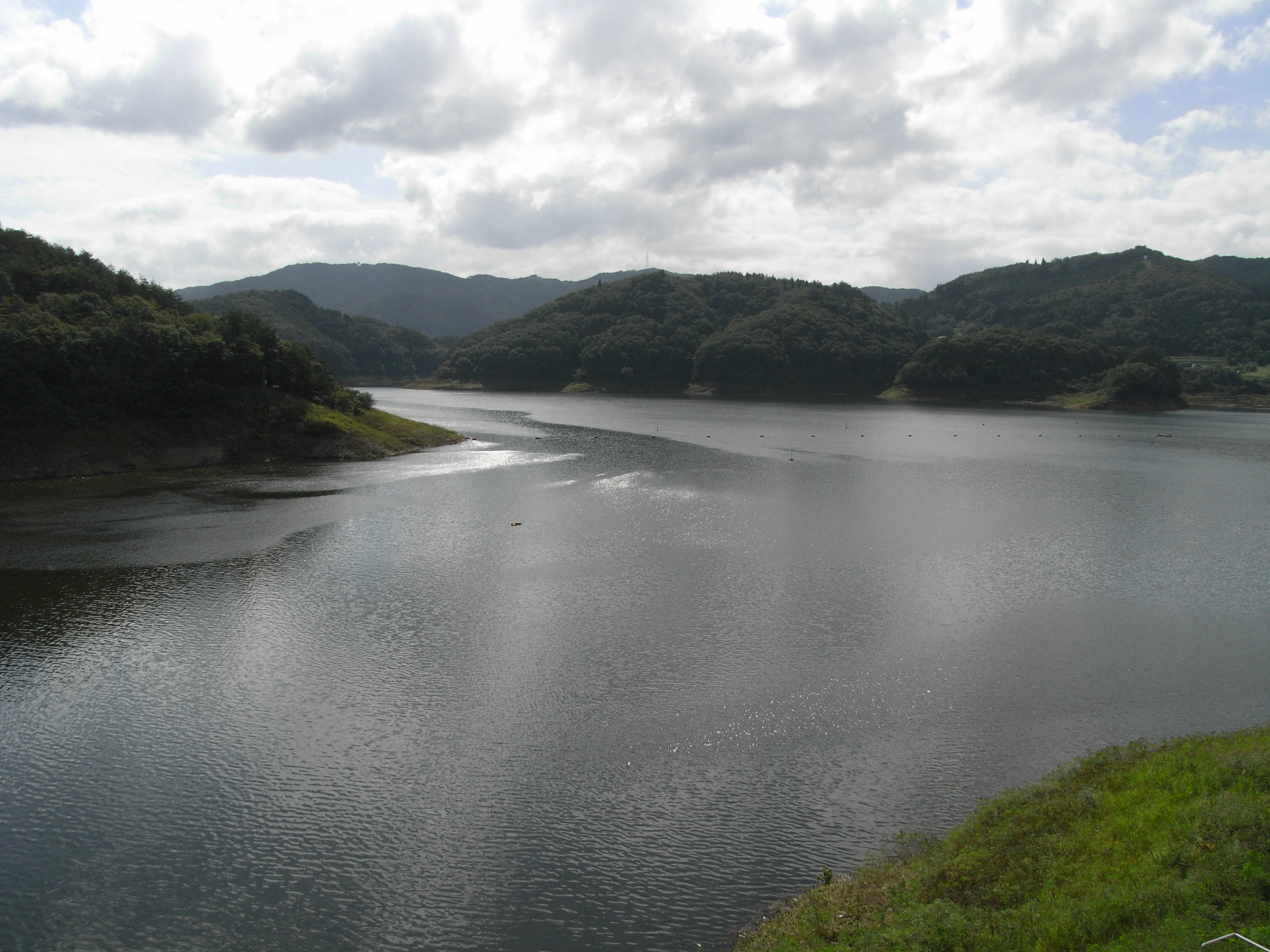
田瀬湖。北上川水系最大の人造湖である。

ダム湖である田瀬湖は、北上川水系に建設された全ダムの中で最も規模が大きく、東北地方に完成している全ての人造湖においても奥只見湖（福島県・新潟県）、田子倉湖（福島県）、宝仙湖（秋田県）、茂庭っ湖（福島県）に次ぐ大人造湖である。完成より50年以上経過しているが、ダム管理上最大の問題である湖に堆積する堆砂の量については計画堆砂容量2,640万立方メートルに対して251万8,000立方メートルの量となっており、堆砂率は9.5パーセントと北上川五大ダムの中で最も堆砂が進んでいない。
| 順位 | ダム       | 水系     | 河川     | 所在地        | 高さ （単位：m） | 総貯水容量 （単位：m3） | 人造湖名 | 事業者     | 完成年 | 備考       |
| ---- | ---------- | -------- | -------- | ------------- | ---------------- | ----------------------- | -------- | ---------- | ------ | ---------- |
| 1    | 奥只見ダム | 阿賀野川 | 只見川   | 福島県 新潟県 | 157.0            | 601,000,000             | 奥只見湖 | 電源開発   | 1960年 | ダム湖百選 |
| 2    | 田子倉ダム | 阿賀野川 | 只見川   | 福島県        | 145.0            | 494,000,000             | 田子倉湖 | 電源開発   | 1959年 | ダム湖百選 |
| 3    | 玉川ダム   | 雄物川   | 玉川     | 秋田県        | 100.0            | 254,000,000             | 宝仙湖   | 国土交通省 | 1990年 | ダム湖百選 |
| 4    | 摺上川ダム | 阿武隈川 | 摺上川   | 福島県        | 105.0            | 153,000,000             | 茂庭っ湖 | 国土交通省 | 2006年 |            |
| 5    | 田瀬ダム   | 北上川   | 猿ヶ石川 | 岩手県        | 81.5             | 146,500,000             | 田瀬湖   | 国土交通省 | 1954年 | ダム湖百選 |
| 6    | 胆沢ダム   | 北上川   | 胆沢川   | 岩手県        | 132.0            | 143,000,000             |          | 国土交通省 | 2013年 |            |
| 7    | 津軽ダム   | 岩木川   | 岩木川   | 青森県        | 97.2             | 140,900,000             |          | 国土交通省 | 2016年 |            |
| 8    | 湯田ダム   | 北上川   | 和賀川   | 岩手県        | 89.5             | 114,160,000             | 錦秋湖   | 国土交通省 | 1964年 | ダム湖百選 |
| 9    | 寒河江ダム | 最上川   | 寒河江川 | 山形県        | 112.0            | 109,000,000             | 月山湖   | 国土交通省 | 1990年 | ダム湖百選 |
| 9    | 七ヶ宿ダム | 阿武隈川 | 白石川   | 宮城県        | 90.0             | 109,000,000             | 七ヶ宿湖 | 国土交通省 | 1991年 | ダム湖百選 |

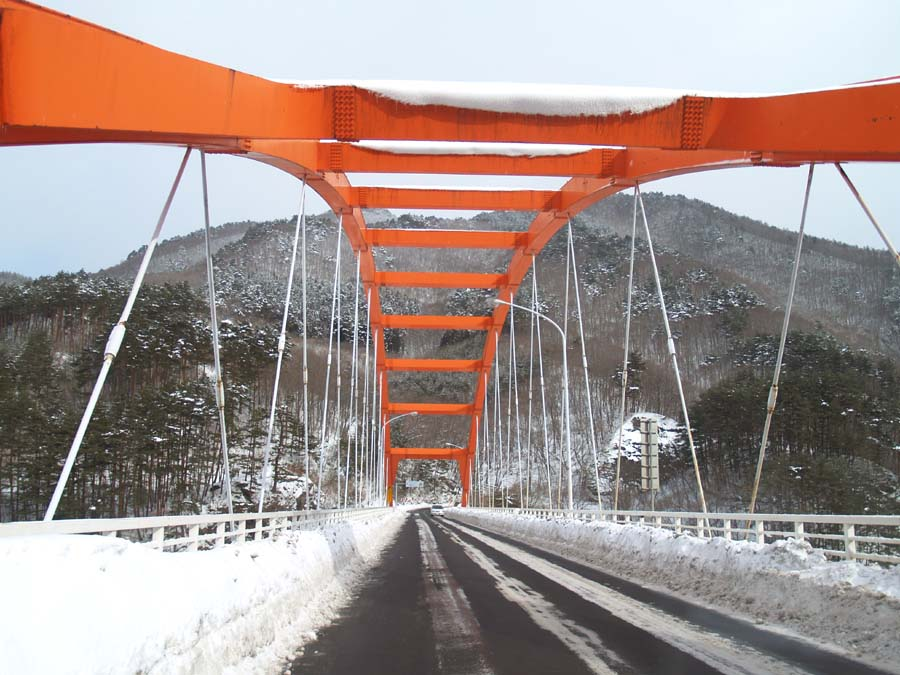
田瀬湖上流に架かる田瀬大橋。

田瀬湖は現在多くの市民に利用されており、年間利用者数は約7万人である。1988年（昭和63年）より田瀬湖は建設省がダム湖周辺地域の活性化を目的としたレイクリゾート事業の対象に指定され、建設省、岩手県、東和町など流域自治体、民間団体などにより1999年（平成11年）までの間田瀬湖畔のレクリェーション整備を実施した。また田瀬ダム水源地域ビジョンを策定して具体的な活動指針などを設け、積極的な周辺整備を図った。田瀬湖では五地域にエリアを分け、各エリアで特徴を持たせた整備を行っている。
ダムについて学習するダムサイトゾーン、釣り公園などの横峰ゾーン、ヨットハーバーなどの向田瀬ゾーン、親水公園などの白土ゾーンそしてキャンプ場などの柏田平ゾーンがそれである。特にヨットハーバーがある向田瀬ゾーンは国内B級コースの漕艇場（全長2,000メートル）として日本ローイング協会から公式に認定されており、1999年と2011年には全国高等学校総合体育大会（インターハイ）のボート競技（ローイング競技）会場にもなった。このほか2008年（平成20年）7月には北京オリンピックのギリシャ代表チームと日本代表ナショナルチームが共に合宿を行うなどオリンピック代表、あるいは関東地方の大学ボート部の合宿地として盛んに利用をされている。一般愛好家の利用も多い。横峰ゾーンには横峰地区釣り公園が整備されているが、田瀬湖畔は複雑に入り組んだ地形となっていて、多くの魚類が生息している。フナ、コイ、オイカワ、ブラックバスといった人造湖によく棲息する魚類のほかサクラマス、ワカサギ、ヤマメ、ハス、ヨシノボリ、ウキゴリなどといった清流に棲息する魚類も多い。白土ゾーンにある田瀬湖あやめ苑 は200種・約20万株のアヤメが毎年6月中旬頃から咲く東北有数のアヤメ観賞スポットとしても知られていたが、2009年に閉鎖された。この地域は、毎年7月下旬には水空中花火大会が名物となっている田瀬湖湖水まつりの会場にもなる。柏木平ゾーンには遠野麦酒園や江戸時代から続く岩手県最古のやな場があり、バードウォッチングの基地としてハヤブサ、サシバ、オオタカ、オジロワシなどの猛禽類やコハクチョウなどの水鳥、オオルリ、ツグミ、サンショウクイなど多種多様な鳥類が観察できる。ダムサイトゾーンには田瀬ダムものしり館がありダムの目的が分かり易く学習できるほか、建設中の写真や映画『激流』での撮影風景写真などが展示されている。
こうした施策が実を結び、2005年（平成17年）には花巻市の推薦により財団法人ダム水源地環境整備センターが選定するダム湖百選に、御所湖や錦秋湖と共に選ばれた。近くには子供の泣き声で勝敗を決める「泣き相撲」で知られる熊野神社、国の重要文化財に指定された旧小原家住宅・伊藤家住宅といった「南部曲り家」、宮沢賢治の『銀河鉄道の夜』で登場した橋のモデルとされている眼鏡橋の宮守川橋梁などがある。

### アオコ対策

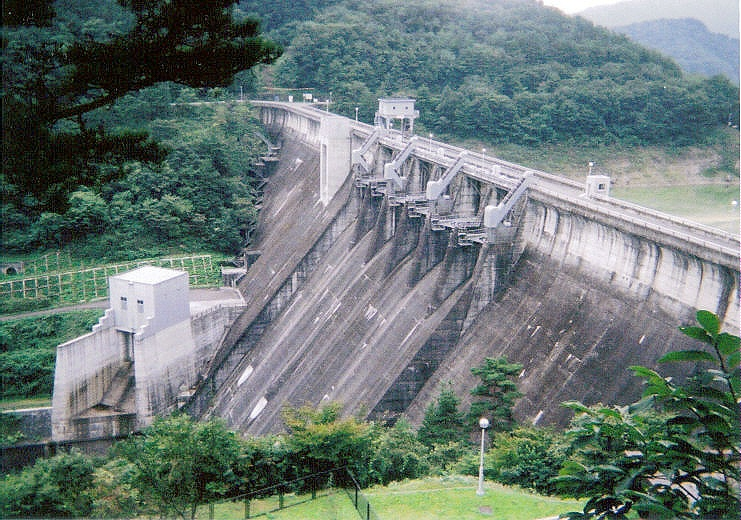
アオコ発生時の田瀬ダム。田瀬湖が緑色に染まっている。

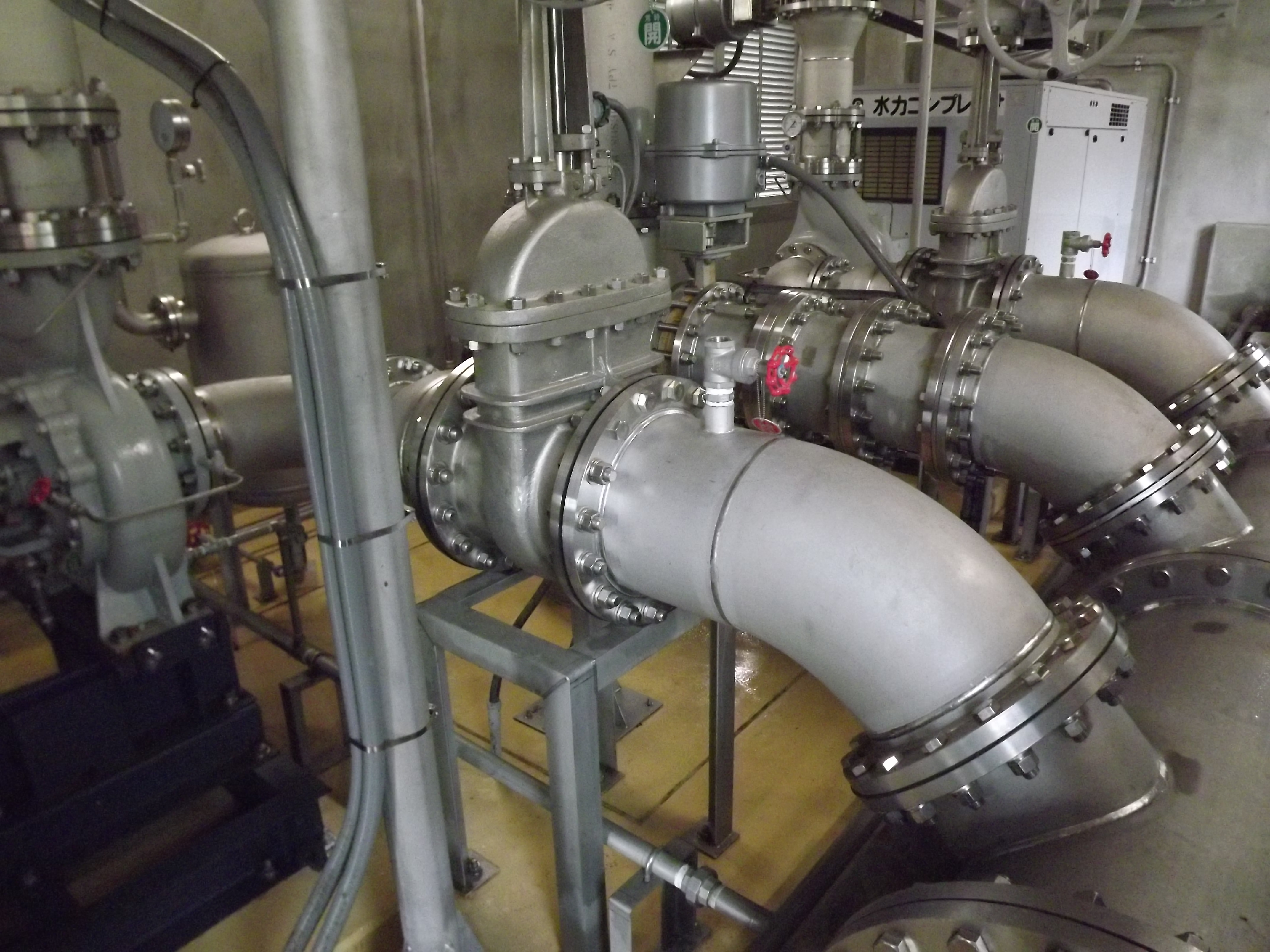
田瀬ダム河川維持放流施設にある水力コンプレッサ。ばっ気装置の動力源となる。

ところが平成に入り、田瀬湖はアオコの発生が度々見られるようになり、ひどい時には湖面が緑色に変色して悪臭を発し利水目的・ローイング競技・水産資源・水環境に悪影響を及ぼした。アオコは窒素やリンといった栄養塩が水中で多くなる富栄養化に伴ってミクロキスティスなどの藍藻類を中心とした植物プランクトンが異常発生することによって起こる。一般に湖では天然・人造の区別無く水流が滞るため栄養塩が蓄積しやすく、これに太陽光が照射されることで水温が上昇、光合成が活発化して一挙に大発生する。田瀬湖上流には遠野市中心街を始めとする遠野盆地があり、生活排水や農業・畜産で使用した排水が田瀬湖に流入し次第に富栄養化するようになった。アオコは1999年頃から例年発生し、2005年には夏から秋に大発生し問題となった。
このためダム・田瀬湖を管理する国土交通省東北地方整備局は田瀬湖の水質保全事業に乗り出した。これは田瀬湖の上流・中流・下流の三箇所にばっ気装置を設けて空気を湖中に送ることで滞りがちな湖水を循環させて撹拌（かくはん）させるという方法である。これによって水面付近の温水と湖底付近の冷水が混ざることにより湖の温度が平均化する。例えるなら熱い風呂をかき混ぜることでぬるくするようなものである。水温が平均化することで水面近くの湖水は冷やされるほか、湖水の循環が行われることで流れができ、プランクトン発生を抑制させる。これらばっ気装置の動力には河川維持放流を行う際に放流水を利用して水力コンプレッサを稼働させ、その水力エネルギーを利用して動力源としている。こうしたばっ気装置によるアオコ対策は湖沼水質保全特別措置法（湖沼法）に指定された唯一の人造湖・釜房湖で既に行われて実績を挙げており、田瀬ダムにおいても今後の改善が期待されている。

### アクセス
田瀬ダム・田瀬湖へは車の場合、東北自動車道・花巻ジャンクションから釜石自動車道に入り、終点の東和インターチェンジ下車後国道283号を遠野市・釜石市方面に進む。途中宮守付近で案内看板が出てくるので交差点を右折し、五分ほど直進すると到着する。東和インターからの所要時間は約20分である。
公共交通機関の場合、東日本旅客鉄道・東北本線花巻駅から釜石線に乗り換え、釜石線宮守駅で下車後徒歩40~50分であるが田瀬湖上流へは柏木平駅が近い。花巻駅もしくは東北新幹線・新花巻駅からタクシーを利用する場合は約30分~40分で到着する。